# 費奇穆爾 (伊利諾伊州)
費奇穆爾（英語：Fitchmoor）是位於美國伊利諾伊州拉薩爾縣的一個非建制地區。該地的面積和人口皆未知。

## 地理
費奇穆爾的座標為41°27′43″N 89°09′54″W / 41.46194°N 89.16500°W，而該地的平均海拔高度為214米（即702英尺）。